# Nellis Solar Power Plant

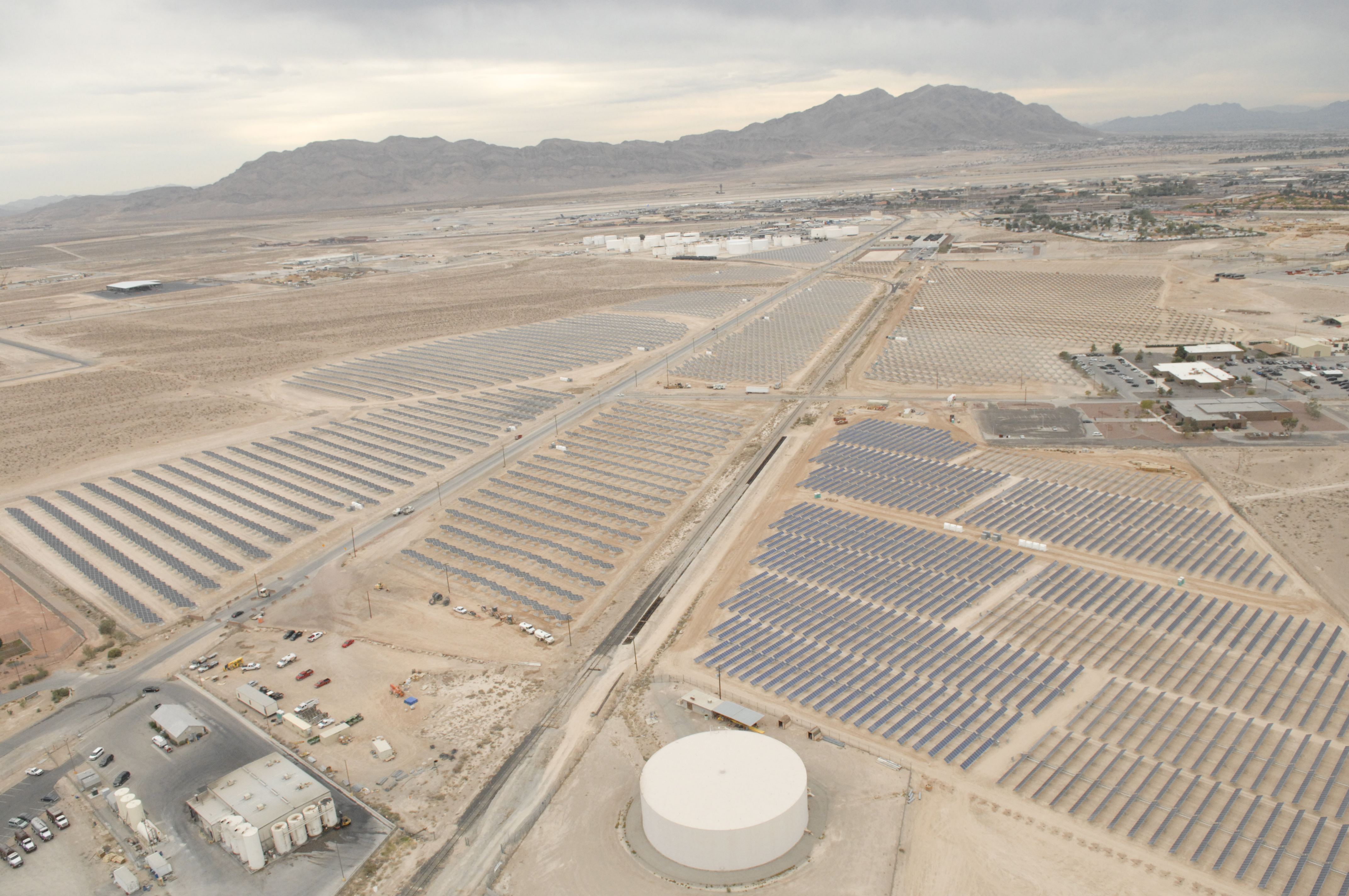
Le Nellis Solar Power Plant comprend en 2007 lors de son inauguration en 72000 panneaux solaires photovoltaïques sur 140 acres.

Le Nellis Solar Power Plant était, en 2010, le plus vaste champ de panneaux solaires photovoltaïques d'Amérique du Nord.

## Présentation
La construction de cette centrale solaire photovoltaïque par Sunpower a débuté le 23 avril 2007 et elle a été inaugurée le 17 décembre 2007. Elle est située à l'intérieur de la Nellis Air Force Base au nord-ouest de Las Vegas dans le Nevada. Elle comprend à sa mise en service 72 000 panneaux solaires photovoltaïques orientables répartis sur 140 acres (0,57 km²) et produisant 14 mégawatts d'électricité.

## Production d'électricité

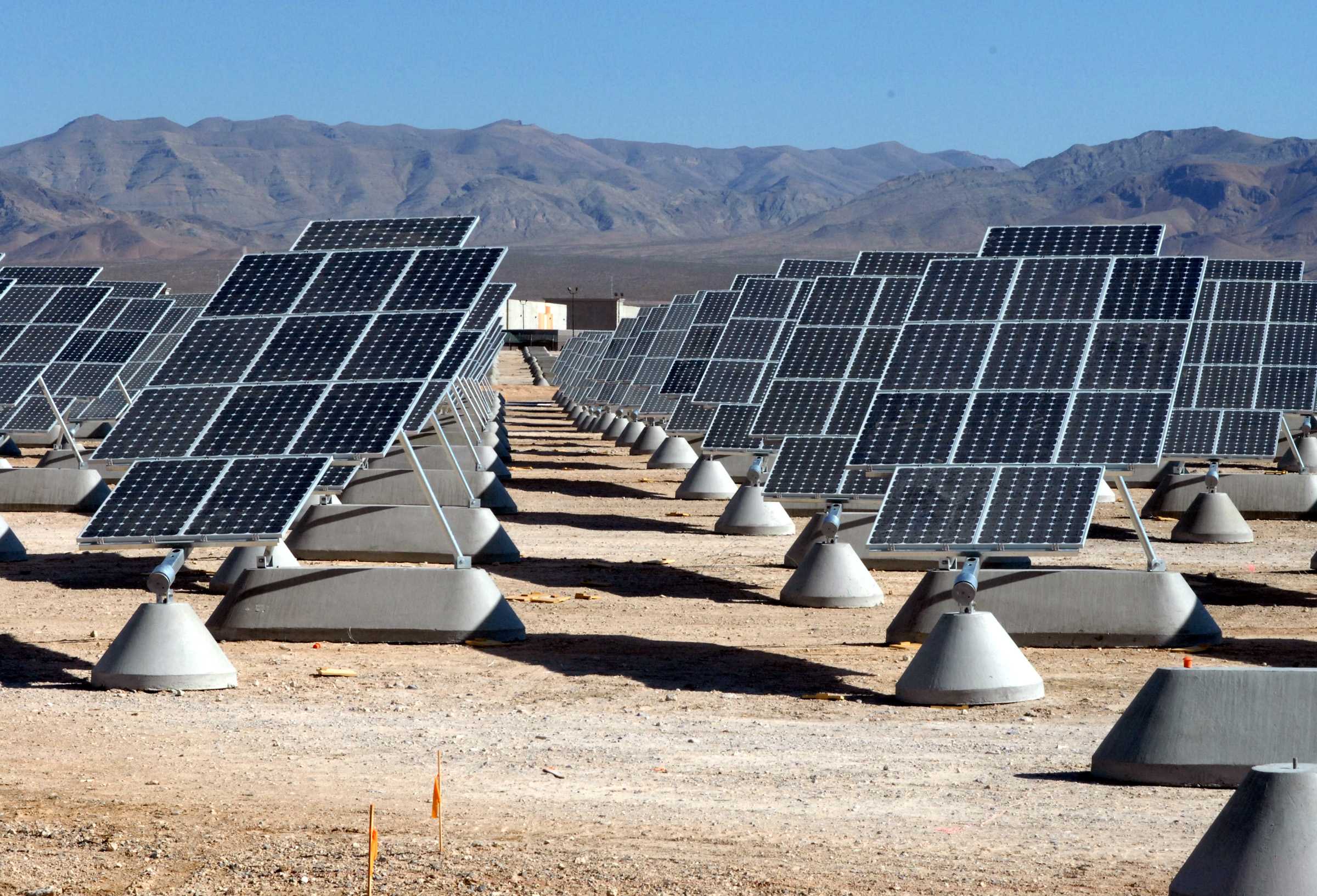
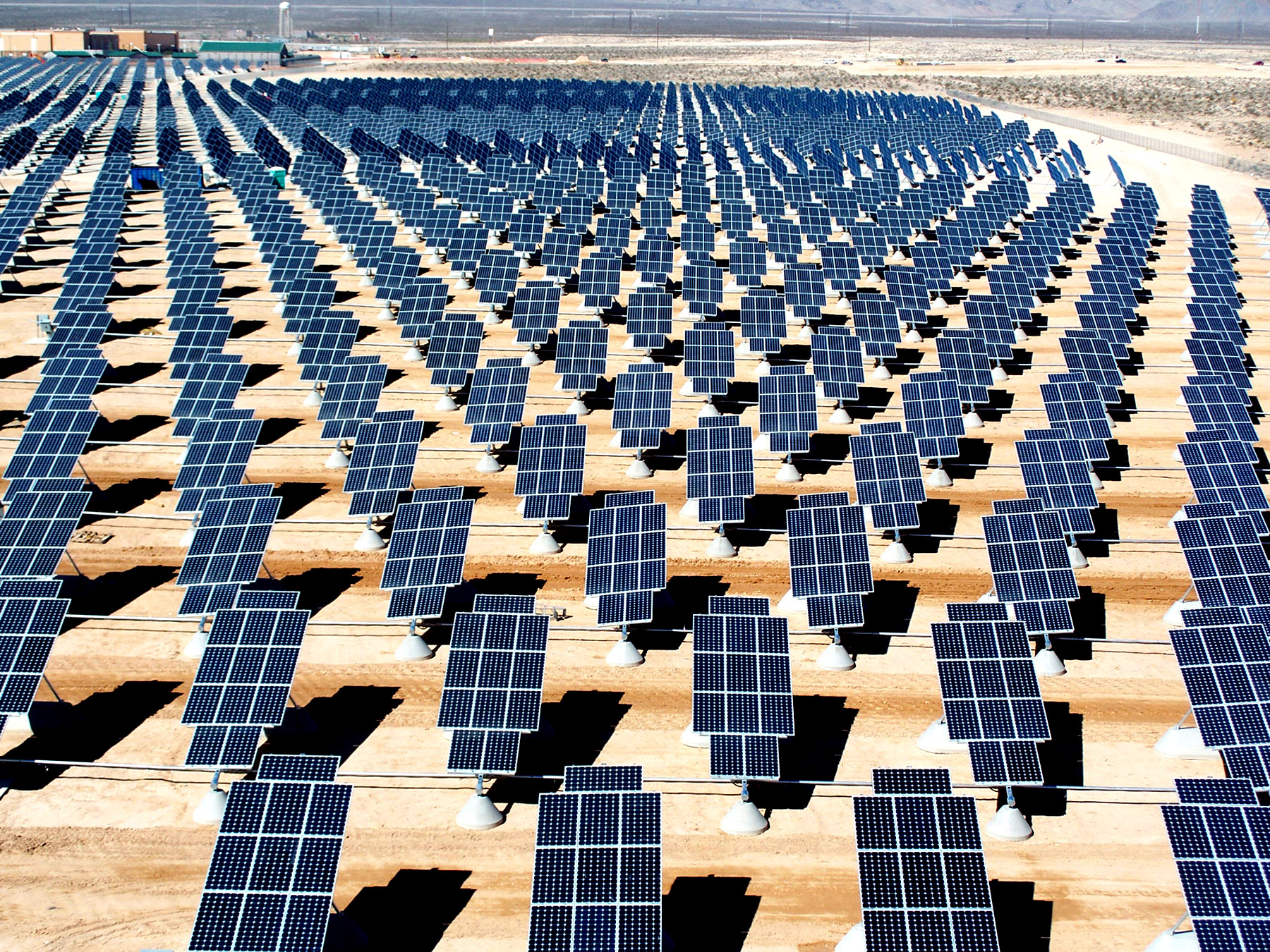

| Année | janv. | févr. | mars  | avril | mai   | juin  | juil. | août  | sept. | oct.  | nov.  | déc.  | Total   |
| ----- | ----- | ----- | ----- | ----- | ----- | ----- | ----- | ----- | ----- | ----- | ----- | ----- | ------- |
| 2007  |       |       |       |       |       |       |       |       |       | 1 497 | 859   | 398   | 2 754   |
| 2008  | 535   | 1 284 | 3 143 | 3 923 | 3 995 | 5 120 | 3 630 | 3 386 | 3 338 | 2 382 | 1 136 | 627   | 32 499  |
| 2009  | 624   | 1 073 | 3 155 | 3 651 | 4 230 | 3 106 | 3 672 | 4 258 | 3 525 | 2 323 | 1 571 | 821   | 31 999  |
| 2010  | 443   | 819   | 2 023 | 2 585 | 3 662 | 4 322 | 3 339 | 4 211 | 3 925 | 2 377 | 2 264 | 1 330 | 31 300  |
| 2011  | 1 447 | 1 940 | 2 432 | 3 392 | 3 745 | 4 286 | 3 135 | 3 681 | 2 632 | 2 535 | 1 553 | 1 347 | 32 125  |
| 2012  | 842   | 1 099 | 1 587 | 2 450 | 3 593 | 3 710 | 3 288 | 3 228 | 3 672 | 3 566 | 2 889 | 2 236 | 32 159  |
| 2013  | 1 796 | 2 200 | 2 706 | 3 141 | 3 381 | 3 441 | 2 664 | 2 658 | 2 616 | 3 040 | 2 069 | 2 046 | 31 758  |
| Total | Total | Total | Total | Total | Total | Total | Total | Total | Total | Total | Total | Total | 194 598 |